# Acantholabrus palloni
Il tordo di fondale (Acantholabrus palloni (Risso, 1810)) è un pesce di mare appartenente alla famiglia Labridae. È l'unica specie del genere Acantholabrus.

## Distribuzione e habitat
È diffuso tra la Norvegia e le Canarie e Azzorre oltre che nell'intero mar Mediterraneo. Nei mari italiani è abbastanza raro. 

Vive su fondi duri, soprattutto nel coralligeno, tra 40-50 e 200 metri circa dove abita gli anfratti e le grotte.

## Descrizione
Il corpo, complessivamente simile ai comuni Symphodus, è poco compresso lateralmente ed abbastanza slanciato, con i bordi superiori ed inferiori del corpo quasi dritti. Le pinne impari sono parzialmente coperte di squame. 

Il colore è variabile, il dorso è in genere bruno rossastro con fianchi spesso rosa o anche giallastri o bruno chiari e ventre bianco con tonalità giallastre o rosate. Una fila di macchie chiare si allineano sul dorso. Ci sono due macchie nere: una nella parte posteriore della pinna dorsale ed una sul peduncolo caudale. 

Misura 30 centimetri al massimo.

## Biologia
Solitario e timoroso, vive più o meno costantemente al riparo in grotte o cavità.

### Riproduzione
Si riproduce in primavera, epoca in cui si fa più gregario e si fa avvistare più facilmente al di fuori dei suoi oscuri nascondigli.

### Alimentazione
Carnivoro come tutti i labridi, si nutre di invertebrati.